# هنر ایرانی‌یونانی
هنر ایرانی‌یونانی که در غرب، هنر یونانی‌ایرانی (انگلیسی: Greco-Persian art) یا هنر آناتولیایی‌ایرانی (Anatolian-Persian) نامیده شده، یک سبک آمیخته بین شیوه‌های هنری ایران هخامنشی و هنر یونان باستان بود.
آثار این سبک به‌طور عمده در کشفیات باستان‌شناسی آناتولی باستان در ترکیه امروزی دیده می‌شود. این آثار بخشی از شواهد «حضور پارسی‌ها در این منطقه» است.. این سبک به عنوان «آمیزه‌ای ویژه از سبک‌های هلنیستی و هخامنشی، یا شبه‌هخامنشی» در آناتولی تحت حاکمیت هخامنشیان تعریف شده‌است.
نقش برجسته گوکچه‌لر نمونه‌ای از این نوع هنر است، که چهره‌ای با منشأ قومی نامشخص، با هدایایی «با منشأ آناتولی غربی و یونانی» را نشان می‌دهد، با این حال، جامه او «به وضوح تحت تأثیر پارسیان است».
تابوت‌دان لیکیه‌ای صیدا گاهی اوقات به عنوان نمونه‌ای از هنر ایرانی‌یونانی ارائه می‌شود، اگرچه می‌توان آن را دقیق‌تر به عنوان هنر یونانی‌آناتولیایی توصیف کرد، زیرا چنین نمونه‌هایی در گستره شاهنشاهی هخامنشی ناشناخته هستند.
در هنر ایرانی‌یونانی، نمایش خدایان معمولاً نتیجه یک تلفیق هنری است که ویژگی‌های یونانی و هخامنشی را ترکیب می‌کند، مانند «زئوس-اهورامزدا» یا «هراکلس-بهرام».
اصطلاح «یونانی-پارسی» که برای هنر نخبگان آناتولی تحت حکومت هخامنشیان به کار می‌رود، همچنان مورد بحث است و به عنوان اصطلاحی بیش از حد مبهم یا غیر دقیق توصیف شده، که پیچیدگی‌های محلی هنر این منطقه را پنهان می‌کند.

## نگاره‌ها

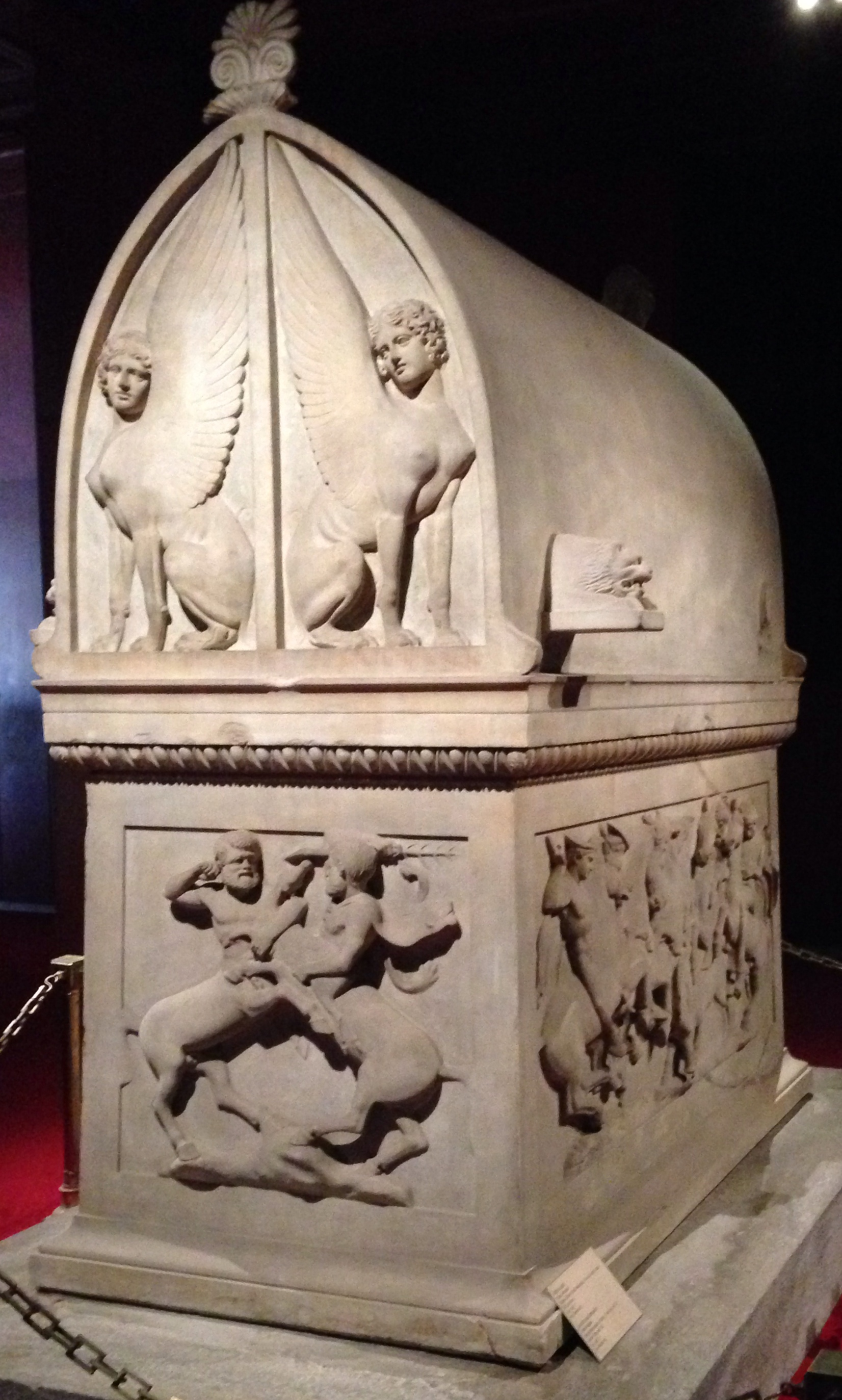
تابوت‌دان لیکیه‌ای صیدا
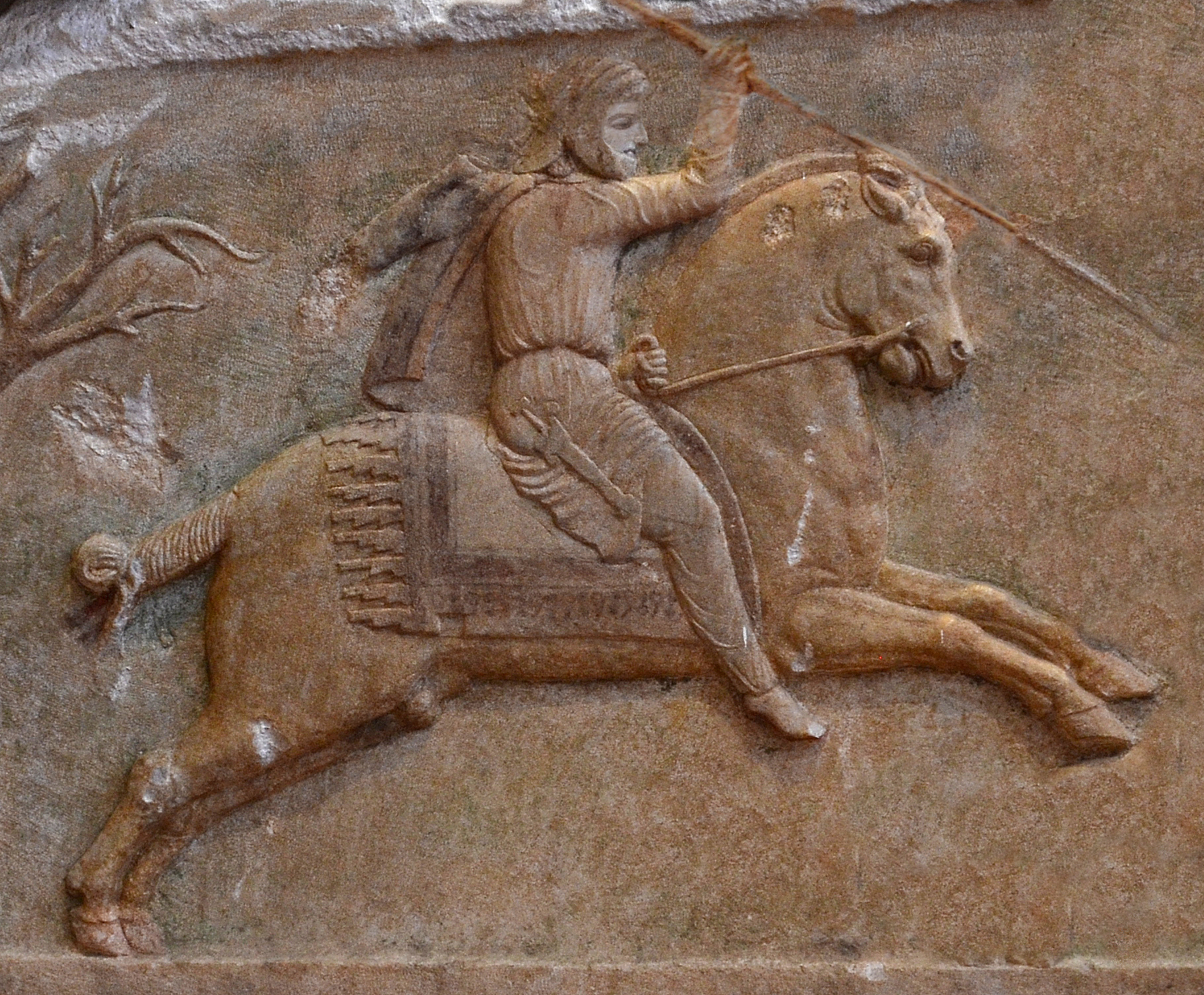
سرباز سواره نظام هخامنشی در ساتراپی فریگیه هلسپونت، تابوت‌دان آلتی‌کولاچ، اوایل قرن چهارم پیش از میلاد.
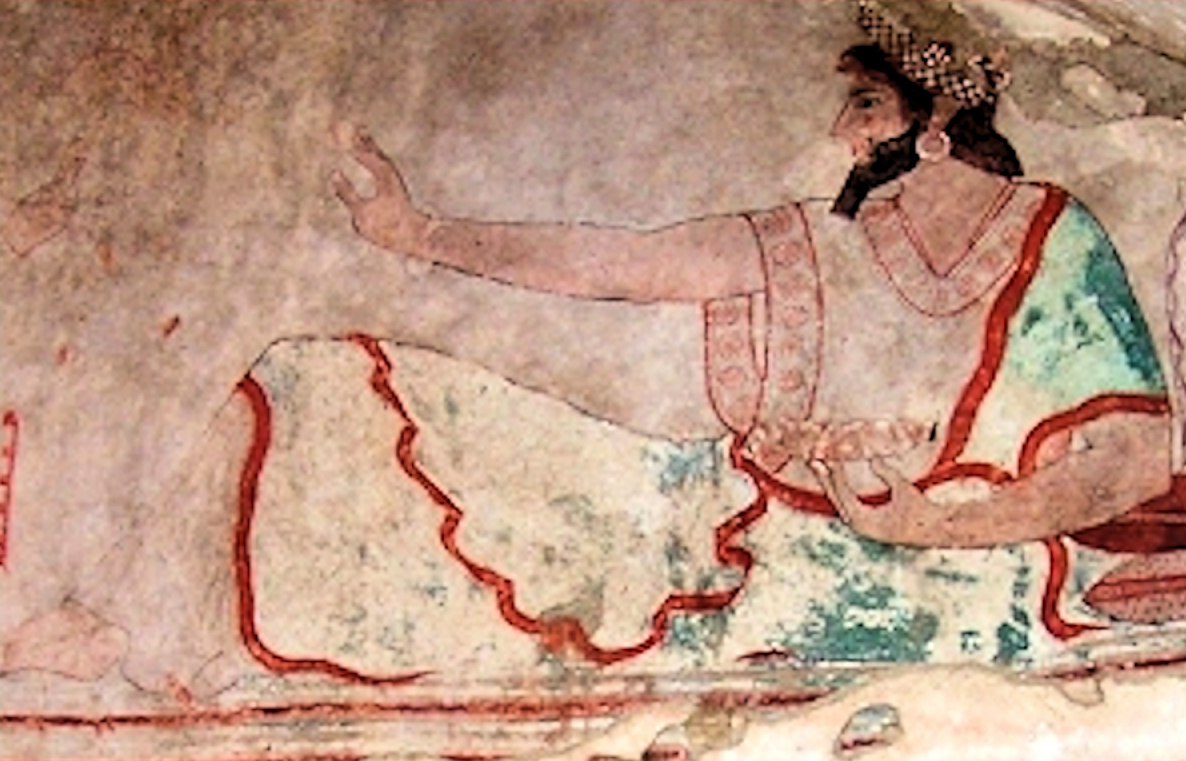
بزرگ‌زاده لیکیه‌ایی در سبک هخامنشی، در مقبره کارابورون در نزدیکی المالی، لیکیه، حدود ۴۷۵ قبل از میلاد مسیح.